# Севск
Севск (на руски: Севск) е град в Русия, административен център на Севски район, Брянска област. Населението на града през 2010 година е 7427 души.

## История
За пръв път селището е упоменато през 1146 година, през 1778 година получава статут на град.

## Географска характеристика
Градът е разположен по брега на река Сев, на 131 км от Брянск.

## Население
| Година | Население |
| ------ | --------- |
| 1711   | 8300      |
| 1961   | 7700      |
| 1897   | 9200      |
| 1926   | 6100      |
| 1939   | 6900      |
| 1950   | 4700      |
| 1960   | 6300      |
| 1970   | 7200      |
| 1979   | 7700      |
| 1989   | 7900      |
| 2002   | 7700      |
| 2010   | 7427      |

Населението на града през 2010 година е 7427 души.